# Flughafen Suceava

i8
i11
i13
Der Flughafen Suceava (rumänisch Aeroportul Internațional „Ștefan cel Mare“ Suceava, IATA-Code: SCV, ICAO-Code: LRSV) ist ein Flughafen in der rumänischen Stadt Salcea, die nahe der Stadt Suceava gelegen ist. Er wurde 1932 eröffnet und trägt seit 2005 den Beinamen Ștefan cel Mare zu Ehren eines Woiwoden des Fürstentums Moldau.

## Beschreibung
Der Internationale Flughafen „Ștefan cel Mare“ Suceava, informell als Salcea Airport bekannt, befindet sich im Osten der Kreis Suceava, 12 km östlich des Zentrums der Gemeinde Suceava und 30,5 km westlich des Zentrums von Botoșani. Der Zugang zum Flughafen erfolgt über die Europastraße E58 (DN29), die von Suceava nach Botoșani führt. Der nächste Bahnhof ist der Bahnhof Suceava, etwa 9 km entfernt, in der südlichen Nachbarschaft von Burdujeni. Der Flughafen liegt auf einer Höhe von 419 Metern. Er ist nur wenige Kilometer von der Grenze zur Ukraine entfernt und kann von dort mit dem Auto und der Bahn erreicht werden.
Derzeit (2019) werden Inlandsflüge sowie Flüge zu einigen europäischen Zielen angeboten.